# منزل إكوكو
منزل إكوكو (باليابانية: めぞん一刻) هي سلسلة مانغا يابانية من تأليف ورسم روميكو تاكاهاشي. نشرت في مجلة بيغ كوميك سبيرايتس في الفترة من نوفمبر 1980 حتى أبريل 1987 وتم جمعها في 15 تانكوبون من قبل شوغاكوكان.